# Palais Piper
Le palais Piper (en suédois : Piperska palatset) ou maison Falkenberg (en suédois : Falkenbergska huset)   est un édifice situé dans le quartier de Gamla stan à Stockholm en Suède,.

## Présentation
Le palais du XVIIème siècle est situé dans l'ilôt Memnon, à l'adresse Munkbrogatan 2.
Les îlots de  Gamla stan portent le nom de concepts, principalement des dieux, de la mythologie grecque et de la mythologie romaine, notamment l'îlot Memnon, qui porte le nom du légendaire roi Memnon. Il était le fils d'Eos et participa à la guerre de Troie où il fut tué par Achille. 
Cet îlot de Gamla stan se compose d'une seule propriété : Memnon 4.

## Histoire
Le palais a été construit dans la seconde moitié des années 1690 selon les plans de l'architecte municipal de l'époque, Nicodème Tessin le Jeune pour le comte Carl Piper. 
En 1694, Carl Piper avait acheté un terrain dans la partie nouvellement réglementée de Gamla Stan qui venait d'être drainée. 
Il s'agissait du premier plan d'urbanisme de Stockholm avec un réseau de rues rectangulaires, réalisé après le grand incendie de 1625. 
Cependant, le comte Gabriel Falkenberg avait été autorisé à louer le palais lors de sa construction et le louait toujours selon le recensement de 1711, ce qui a donné lieu à la confusion des propriétaires. 
Il peut être prouvé au moyen d'un acte de vente que Carl Piper était le premier propriétaire du terrain et donc le promoteur.
Nicodème Tessin le Jeune a conçu un plan en U et un bâtiment de trois étages avec des façades en plâtre, divisés par des pilastres. À l'ouest et à Riddarfjärden, il y avait des bâtiments annexes, désormais démolis, qui entouraient un jardin.
Après avoir été transmise aux enfants, elle fut vendue par la famille Piper en 1758 à l'homme d'affaires et homme politique Gustaf Kierman, qui fit renover la maison. 
Le grenier et l'étage au-dessus de la corniche ont été ajoutés dans les années 1760 par l'architecte Jean Eric Rehn. 
Gustaf Kierman fut contraint de quitter le palais après un scandale financier aux connotations politiques et fut emprisonné dans le fort de Carlsten, où il mourut en 1766.
Les enfants de Kierman furent plus tard réhabilités et reçurent l'héritage de leur père, mais en raison des lourdes dettes de ce dernier, ils furent contraints de vendre la propriété à l'État et au Collège de guerre royal (sv), qui emménagea dans une partie de la maison en 1770. En 1865, le Collège de guerre fut transféré à l'administration de l'armée et la maison entière fut utilisée jusqu'en 1929, date à laquelle elle fut vendue à la ville de Stockholm.
Dans les années 1970, l'Office statistique de la ville de Stockholm avait des locaux dans le bâtiment.

## Galerie

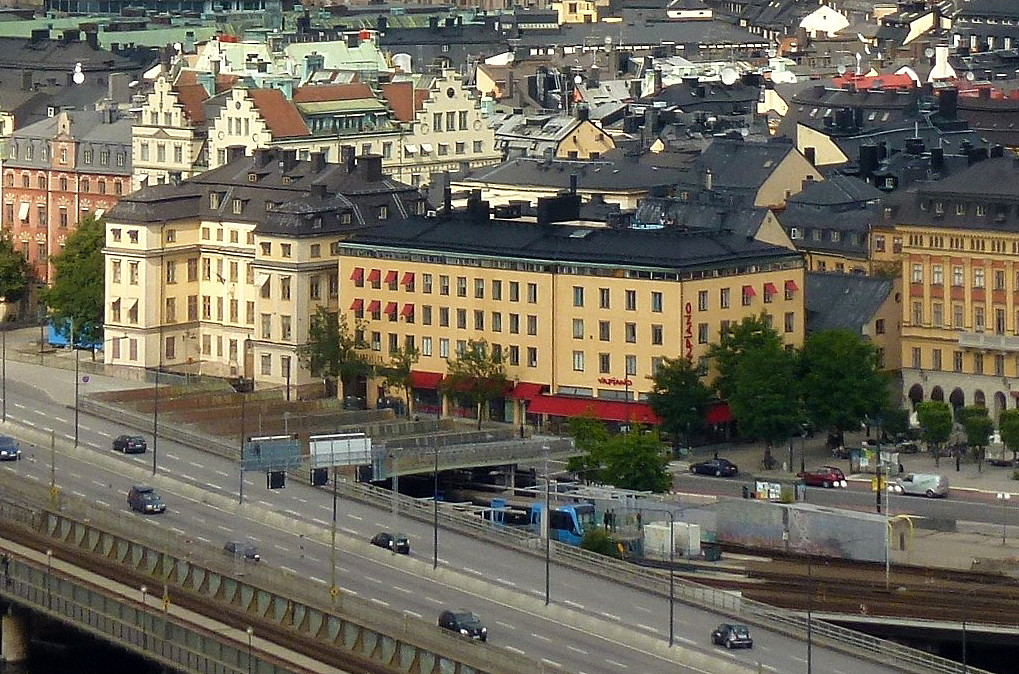
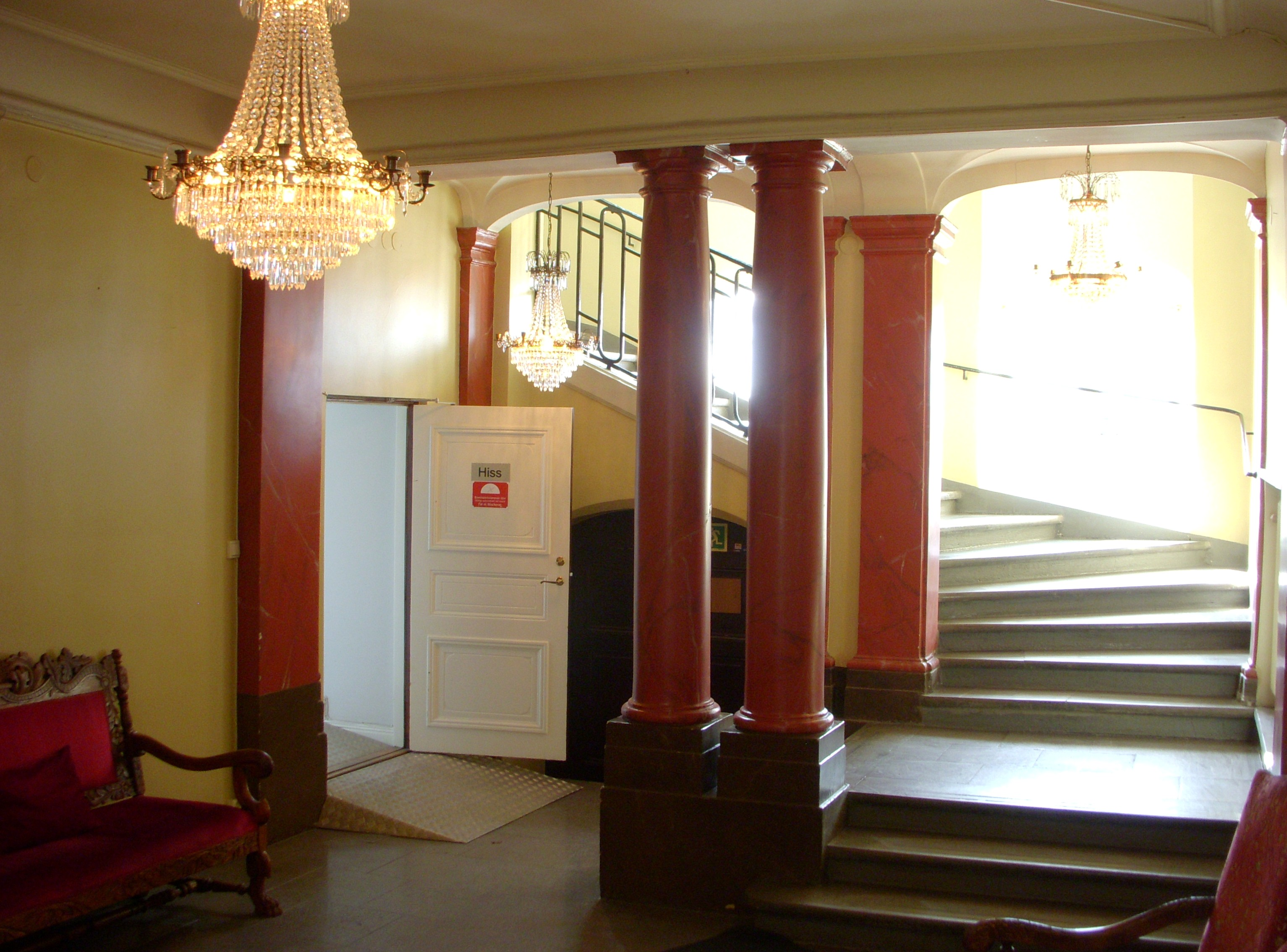
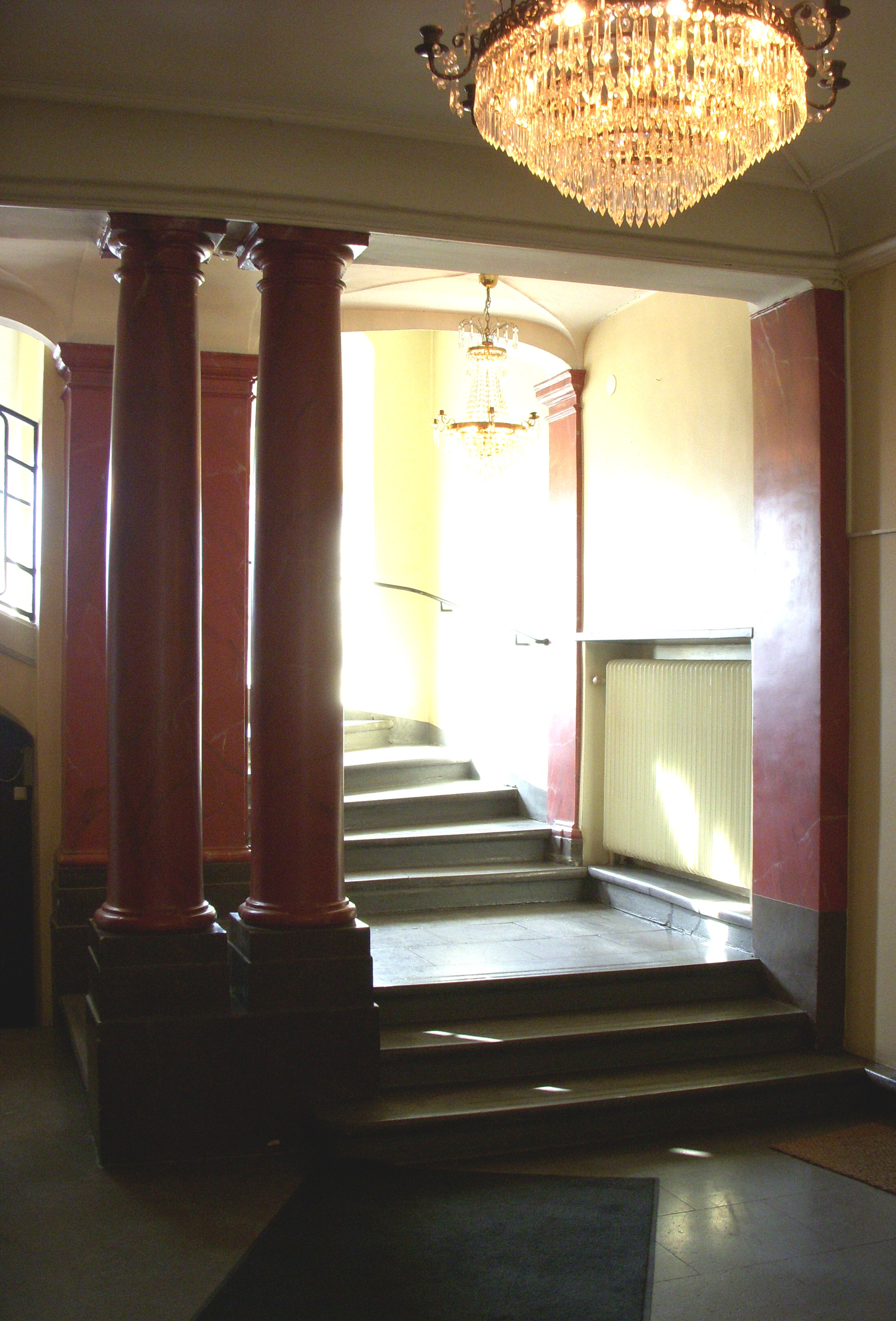
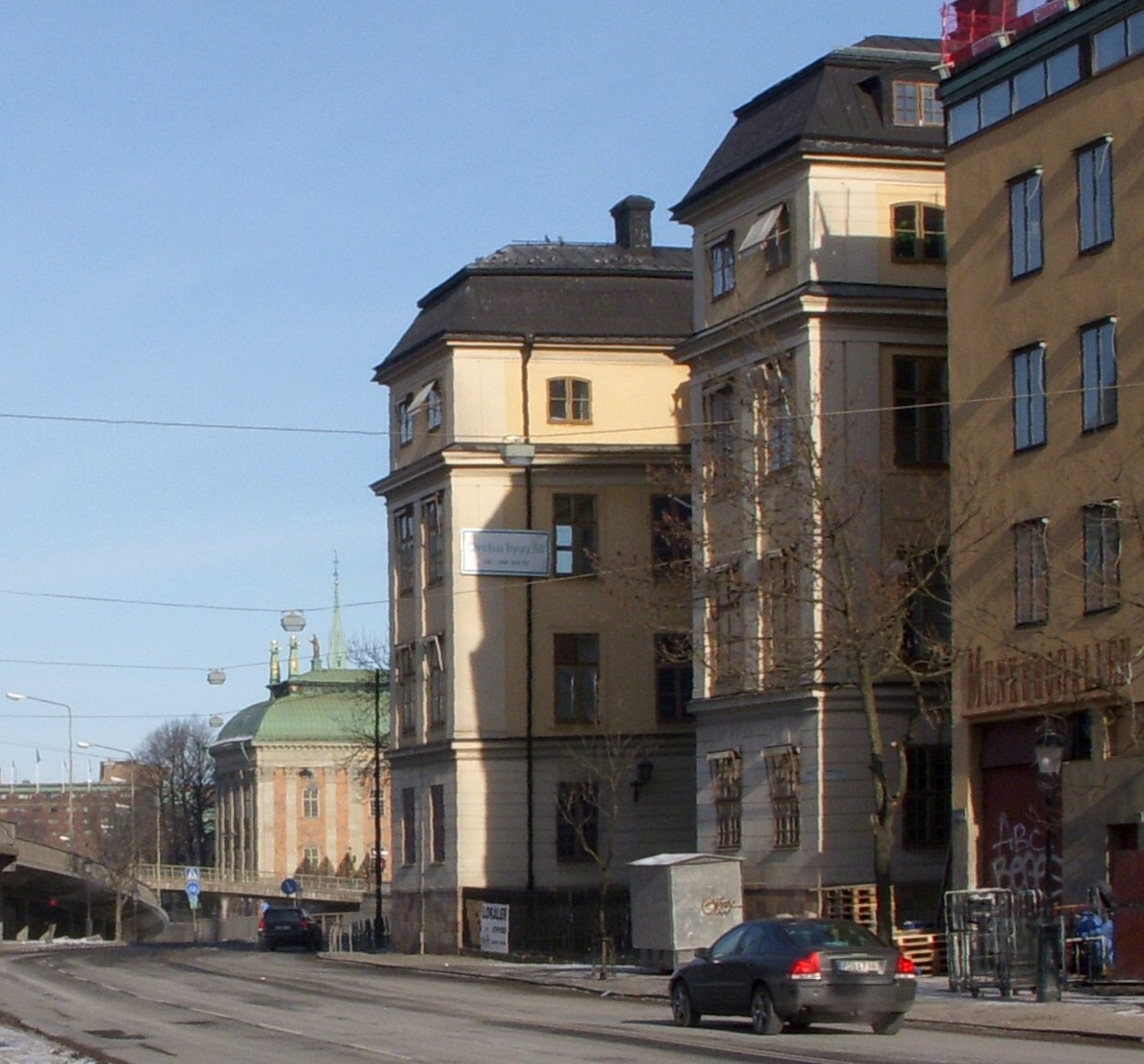